# Rainbow note
Rainbow note（レインボーノート、朝鮮語: 레인보우 노트）は、韓国の女性シティ・ポップデュオです。 2019年4月4日にデジタルシングル「1호선」（1号線）でデビュー。

## メンバー
- Ahn Seulhee （アン·スルヒ、안슬희）、ボーカル。

- Lee Sara （イ·サラ、이사라）、キーボーディスト。

## ディスコグラフィ

### シングル
- 1호선 （1号線）、2019年4月4日。
- 샛별（金星）、2019年5月8日[2]。
- 광안리（広安里）、 2019年7月16日[3][4]。
- Beautiful Night（美しい夜）、2019年9月27日[5]。
- 소행성 （小惑星）、2020年2月15日[6]。
- Cherry Blossom（チェリーブロッサム）、2020年4月10日[7][8]。
- 오늘 밤은（今夜は）、2020年6月1日[9]。
- 아침 （朝）、2020年9月22日[10]。
- 버튼（ボタン）、2020年11月12日。
- Dilemma（ジレンマ）、2021年4月27日[11]。
- 수면 (水面)、2021年6月24日。
- 새벽 공기 （夜明けの空気）、2022年7月4日。
- 사랑이 별게 있겠어?（愛に大したものはない？）、2022年10月14日[12]。
- I wanna be free、2023年5月16日。

### アルバム
- Rainbow Note（2020年6月8日）[13]

1. 今夜は
2. 金星
3. 1号線
4. 여름안의 추억（夏の思い出）
5. 広安里
6. 小惑星
7. Cherry Blossom
8. Beautiful Night

- Animation (2021年6月24日)[14][15]

1. 水面
2. Dilemma (remastered)
3. 朝 (remastered)
4. ボタン (remastered)
5. Rule
6. 水面 (Inst.)

- Your Venus Like Dilemma（2022年6月29日）

このアルバムには、韓国語の曲をベースにした日本語の曲が2曲含まれています。
1. Venus （Japanese ver.）(「金星」日本語版）
2. Memories of Summer （Remastered）
3. Surface （Remastered）（水面）
4. Cherry Blossom （Remastered）
5. Dilemma （Japanese ver.） ※2022年6月22日先行配信（「ジレンマ」日本語版）
6. Gwangalli （Remastered）（広安里）
7. Tonight （Remastered）
8. Line 1 （Remastered）（1号線）

### カバー
- Jang Duk Tribute Project
  - 「님 떠난 후」（After You've Gone）（2020年12月22日）[17]
  - 「얘 얘」（Yea Yea）(2021年2月10日）[18][19]